# Meester van de Waan
Meester van de Waan is een fantasieboek van de Britse schrijfster Tanith Lee. Het is het derde deel van De Boeken van de Heren der Duisternis.

## Verhaal
Van alle Heren der Duisternis is Chuz, de meester van de waan, zonder twijfel de meest bizarre demoon. Hij speelt geraffineerd zijn subtiele spelletjes, waarin de mensen slechts pionnen zijn.

## De Boeken van de Heren der Duisternis
- 1978 -  Heerser van de Nacht (Night's Master)
- 1979 -  Meester van de Dood (Death's Master)
- 1981 -  Meester van de Waan (Delusion's Master)
- 1986 -  Vrouwe der ijlingen (Delirium's Mistress)
- 1987 -  Prinses van de Nacht (Night's Sorceries)